# Centro América FM
Centro América FM (também chamada de Centro América Easy) é uma emissora de rádio brasileira sediada em Cuiabá, capital do estado do Mato Grosso. Opera no dial FM, na frequência 99.1 MHz, e faz parte da Rede Matogrossense de Comunicação, que também controla a TV Centro América e outras emissoras de rádio FM no interior do estado sob formato Hits. A rádio foi lançada no dia 17 de novembro de 2010 e é segmentada ao gênero adulto-contemporâneo.

## História
A Centro América FM de Cuiabá foi o começo de uma iniciativa da Rede Matogrossense de Comunicação de montar uma rede de rádios FM no Mato Grosso. A chamada "Rádio Easy" de Cuiabá foi lançada em caráter experimental em 2008, apenas com programação musical no estilo adulto-contemporâneo. Foi a segunda vez que o grupo lançava uma rádio com esta segmentação, após a criação da Club FM (vendida em 1999 e cassada em 2003). A programação foi lançada oficialmente no dia 17 de novembro de 2010 e contou com festa de inauguração inspirada no Cavern Club de Liverpool, com show da cantora Danni Carlos. A partir desta data, a programação passou a contar com os jornalísticos Primeira Página e Centro América News. O formato inicial era o de easy listening (ou lounge music). Até o lançamento da Cultura FM, em 2017, a Centro América FM era a única rádio segmentada ao público adulto-contemporâneo instalada em Cuiabá (sendo a primeira neste formato).
Em 12 de novembro de 2014, a Centro América FM estreia seu estúdio de vidro (com vista para a sede na Rua Marechal Deodoro) e novos equipamentos digitais.